# Percina carbonaria
Percina carbonaria är en fiskart som först beskrevs av Baird och Girard, 1853.  Percina carbonaria ingår i släktet Percina och familjen abborrfiskar. Inga underarter finns listade i Catalogue of Life.